# Bedulita
Bedulita ist eine italienische Gemeinde (comune) in der Provinz Bergamo in der Region Lombardei mit 722 Einwohnern (Stand 31. Dezember 2023).

## Geographie

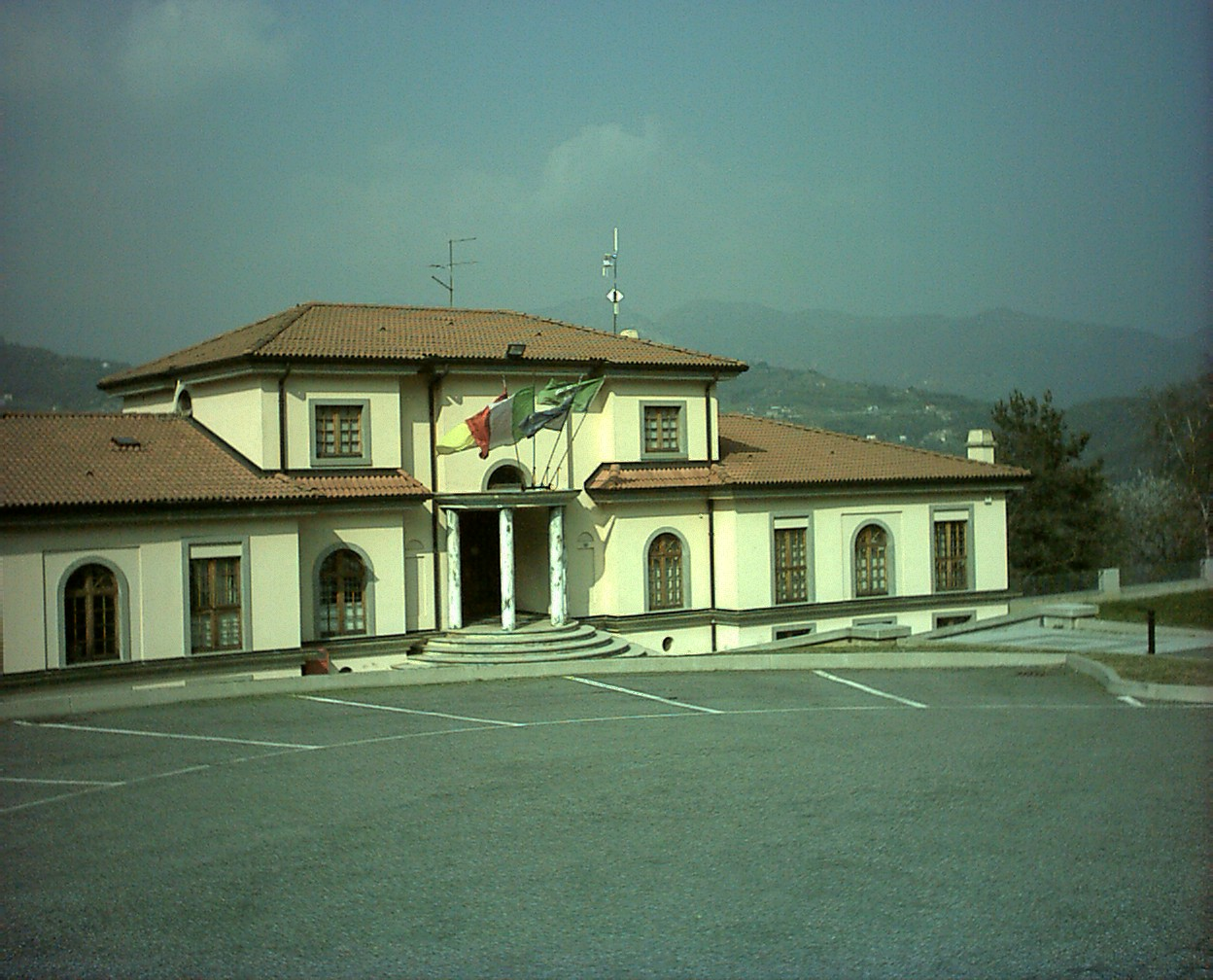
Rathaus

Bedulita liegt etwa 13 km nordwestlich der Provinzhauptstadt Bergamo und 45 km nordöstlich der Millionen-Metropole und Regionalhauptstadt Mailand.
Die Nachbargemeinden sind Berbenno, Capizzone, Costa Valle Imagna, Roncola und Sant’Omobono Terme.

## Töchter und Söhne der Gemeinde
- Armando Pellegrini (1933–2023), Radrennfahrer